# Burey
Burey é uma comuna francesa na região administrativa da Normandia, no departamento de Eure. Estende-se por uma área de 5,4 km². Em 2010 a comuna tinha 407 habitantes (densidade: 75,4 hab./km²).